# 川越市指定文化財一覧
川越市指定文化財一覧（かわごえししていぶんかざいいちらん）は、埼玉県川越市指定の文化財の一覧である。指定日などを掲載する。

## 概要

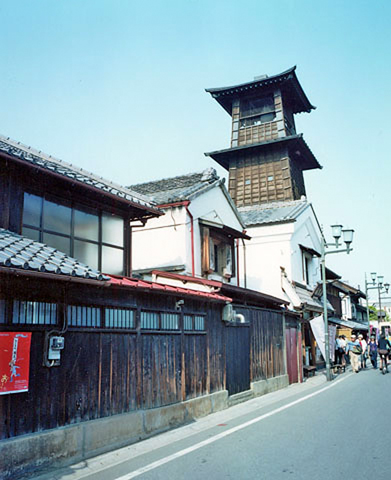
時の鐘

市指定文化財は計196件（平成31年4月1日現在）。ほかに川越市内には国の重要文化財の建造物は4件（喜多院など）、県指定有形文化財の建造物は川越城本丸御殿など9件ある。国の登録有形文化財は12件ある（埼玉県の登録有形文化財一覧を参照）。

## 有形文化財 建造物
（平成31年4月1日現在52件)
- 旧小山家住宅（店蔵、袖蔵）（昭和56年12月25日指定）
- 旧小山家住宅（住居棟、一番蔵、二番蔵、三番蔵、便所棟、稲荷社、門及び塀）（平成27年11月20日指定）
- 平岩・水飼両家住宅（昭和56年12月25日指定）
- 小谷野家住宅（昭和56年12月25日指定）
- 宮岡家住宅
- 原家住宅
- 滝島家住宅
- 福田家住宅
- 小島家住宅
- 小林家住宅
- 塩野家住宅
- 松本家住宅
- 松崎家住宅
- 山崎家住宅 - 仲町4番地3
- 山崎家住宅 - 仲町2番地6
- 山崎家住宅（文庫蔵・便所）
- 山崎家住宅（みそ蔵）
- 原田家住宅
- 田口家住宅
- 時の鐘（昭和33年3月6日指定）
- 薬師神社
- 服部家住宅
- 山下家住宅
- 山下家住宅（内蔵）
- 岡家住宅
- 田中家住宅
- 広済寺金毘羅堂及び常什物一式
- 蓮光寺総門
- 加藤家住宅
- 吉田家住宅
- 旧山崎家別邸
- 斎藤家住宅
- 旧川越織物市場
- 旧栄養食配給所
- 宮澤家住宅
- 的場八幡神社本殿
- 南大塚菅原神社本殿・拝殿　付建地割図1点、造営関係文書2点、万延元年棟札1枚
- 砂新田春日神社本殿
- 木野目稲荷神社本殿　付嘉永5年棟札
- 鴨田八幡神社
- 山田八幡神社本殿　付元禄10年棟札
- 寿町白山神社本殿
- 大袋白髭神社本殿
- 元町2丁目六塚稲荷神社本殿　付文政二年棟札
- 新宿氷川神社本殿
- 砂久保稲荷神社本殿　付天保十四年棟札
- 笠幡白鬚神社本殿
- 上戸日枝神社本殿
- 埼玉県立川越女子高等学校明治記念館
- 笹原門樋
- 沼口門樋
- 三軒家樋管（平成27年3月25日指定）

## 有形文化財 絵画
（平成31年4月1日現在1件)
- 堀河夜討図

## 有形文化財 彫刻
（平成31年4月1日現在12件
- 円空仏
- 木造阿弥陀如来坐像
- 木造薬師如来坐像
- 木造大日如来坐像
- 木造阿弥陀如来坐像
- 木造千手観音坐像
- 木造阿弥陀如来立像
- 木造甲冑不動明王立像
- 木造阿弥陀如来坐像
- 木造正観音菩薩立像
- 木造随身像
- 木造獅子狛犬

## 有形文化財 工芸品
（平成31年4月1日現在18件)
- 銅鐘 元禄八年
- 懸仏 - 日枝神社
- 刀 銘（表）於東武英義作（花押） 銘（裏）文久三癸亥年二月日
- 刀 銘（表）応小川敬之好藤枝太郎英義作之 銘（裏）文久三癸亥年八月吉日目方二百三十目ノタレ好通
- 短刀　銘（表）於東武川越臣藤枝太郎英義　銘（裏）安政二年卯八月日
- 脇差　銘（表）武州河越住則重作　銘（裏）なし
- 脇差　銘（表）應本間貞鎮之好英義作　銘（裏）慶應二寅年二月吉日
- 脇差　銘（表）武蔵國川越臣藤枝太郎英義　銘（裏）嘉永七年寅孟春
- 薙刀　銘（表）武テルヨシ　銘（裏）なし
- 薙刀　銘（表）武州住英辰作　銘（裏）なし
- 鐔　銘川越住恒忠
- 懸仏 - 尾崎神社
- 短刀　銘（表）武州住英辰作　銘（裏）元治二年丑四月日
- 薙刀　銘（表）多磨郡引田住人河越三芳野里渡武蔵丸吉英造之　銘（裏）真十五枚甲伏鉅元文貳年丁巳正月吉日
- 刀　銘（表）武州川越住英辰作　銘（裏）元治二年丑四月日
- 漆喰細工　伊豆長八作
- 十文字槍　付青貝螺鈿柄　銘（表）大慶荘司直胤作之　銘（裏）応川越藩安井政章需於武陽東叡山辺文化九年仲春
- 銅造十一面観音懸仏

## 有形文化財 書跡・典籍・古文書
（平成31年4月1日現在28件)
- 天海版一切経 6,323巻
- 川越版日本外史付版木 198冊47枚
- 武蔵三芳野名勝図会 3冊
- 川越氷川神社文書及び三芳野神社文書 35通83冊4軸
- 喜多町水村家文書 309通1通2鋪
- 神明町矢沢家文書 75通27冊
- 神明町小川家文書 161通31冊4軸
- 上新河岸遠藤家文書 84通40冊
- 下新河岸斎藤家文書 66点
- 上寺山成田家文書 130冊440冊
- 中院文書 12通1冊4軸
- 算額	1面 - 郭町2丁目（博物館）
- 算額	1面 - 久下戸氷川神社
- 算額	2面 - 郭町2丁目（博物館）
- 算額	1面 - 郭町2丁目（博物館）
- 幸町宮岡家文書 1冊
- 旧南町保有文書 5通26冊
- 幸町服部家文書 17通44冊
- 郭町北野家文書 5通35冊2軸
- 下小坂平野家文書 1,786点
- 牛子河岸嶋村家文書 4点
- 古尾谷八幡神社所蔵徳川歴代将軍朱印状 12通
- 大袋大河原家文書 4点
- 石田本郷大野家文書 20点
- 元町二丁目井上家文書 1,787点
- 菅間竹ノ谷家文書 770点
- 谷中大野家文書 3点
- 小杉権次郎氏収集文書 382点

## 有形文化財 考古資料
（平成31年4月1日現在7件)
- 下小坂古墳群出土品
- 丸木舟
- 三変稲荷神社古墳出土品
- 延文の板碑
- 牛塚古墳出土品
- 瓦経
- 山王塚西古墳出土品

## 有形文化財 歴史資料
（平成31年4月1日現在6件)
- 牛頭天王縁起絵巻
- 「川越の四季」屏風
- 徴発物件書類家屋取調書
- 湯花用大釜
- 金山神社保管資料
- 松井松平家伝来葵紋大旗　附大旗地裂並縫糸三点

## 有形民俗文化財
（平成31年4月1日現在20件
- 中福の根岸家神楽用具
- 五百羅漢
- 幸町宮岡家民具
- 幸町服部家民具
- 川越唐桟小布帖
- 川越唐桟着物
- 幸町（雪塚会）の踊り屋台
- 馬図大絵馬
- 木彫鷹額
- 劉備と関羽・張飛図大絵馬
- 黒馬図大絵馬
- 朝鮮通信使行列図大絵馬
- 高島流砲術額
- 鉄砲台を打つ鍛冶職人図大絵馬
- 本行院本堂造営図大絵馬
- 荷馬車馬子拝み図絵馬
- 仲町の踊り屋台
- 川越祭り龍神の山車
- 大山講神酒及び関係用具一式
- 寛保の水害手伝普請図大絵馬

## 無形民俗文化財
（平成31年4月1日現在12件)
- 筒がゆの神事
- 芳地戸のふせぎ
- まんぐり
- 南田島の足踊り
- 中福の神楽
- 鯨井の万作
- 福田の獅子舞
- 上寺山の獅子舞
- 川越の木遣り
- 下小坂の獅子舞
- 石田の獅子舞
- 新宿雀ノ森のお焚き上げ

## 史跡
（平成31年4月1日現在32件
- 仙波氏館跡（昭和33年3月6日指定）[2]
- 烏頭坂（昭和33年3月6日指定）[2]
- 岩田彦助墓（昭和33年3月6日指定）[2]
- 安井政章墓（昭和33年3月6日指定）[2]
- 川越夜戦跡（昭和33年3月6日指定）[2]
- 高林謙三墓（昭和33年3月6日指定）[2]
- 松平周防守家廟所（昭和33年3月6日指定）[2]
- 松平大和守家廟所（昭和33年3月6日指定）[2]
- 中院（昭和33年3月6日指定）[2]
- 西川練造墓（昭和33年3月6日指定）[2]
- 新河岸川河岸場跡（昭和33年3月6日指定）[2]
- 砂久保陣場跡（昭和33年3月6日指定）[2]
- 山王塚（昭和33年3月6日指定）[2]
- 牛塚（昭和33年3月6日指定）[2]
- 三芳野神社（昭和33年3月6日指定）[2]
- 日枝神社（昭和33年3月6日指定）[2]
- 喜多院（昭和33年3月6日指定）[2]
- 東照宮（昭和33年3月6日指定）[2]
- 愛宕神社古墳（昭和33年3月6日指定）[2]
- 水戸藩十九烈士埋葬地（昭和43年12月25日指定）[2]
- 舟塚古墳(昭和45年1月12日指定）[2]
- 浅間神社古墳(昭和47年2月8日指定）[2]
- 赤沢仁兵衛墓
- 小河原家の墓
- 横田家の墓
- 志誠の墓
- 三変稲荷神社古墳
- 蓮馨尼の墓
- 上戸日枝神社境内
- 永島家住宅（旧武家屋敷）
- 原田家住宅

## 天然記念物
（平成31年4月1日現在8件)
- イチョウ - 出世稲荷神社（昭和33年3月6日指定）[2]
- 鯨井のヒイラギ（昭和33年3月6日指定）[2]
- 下小坂の大ケヤキ
- 古市場のヒイラギ
- 笠幡浅間神社のヒヨクヒバ
- 的場小川家のツゲ
- 砂氷川神社のシラカシ
- 砂氷川神社のイヌツゲ